# 吳謙 (醫學家)
吳謙（？—？），字六吉，安徽省徽州府歙縣人，清朝醫家。
其祖吳鳳以務農為業。吳謙精通醫術，尤以傷科見長，與喻昌、張璐齊名。官至太醫院判，供奉內廷。乾隆中，敕編醫書，命謙及同官劉裕鐸爲總修官，編著成《醫宗金鑒》一書。《醫宗金鑒》內容包括傷寒論，金匱要略，刪補名醫方論，四診要訣，諸病心法要訣，正骨心法要旨，是清初重要的醫學著作。